# Mahovljani
Mahovljani su naseljeno mjesto u sastavu Grada Laktaši, Republika Srpska, BiH.

## Promet
U Mahovljanima se nalazi banjalučka zračna luka.

## Zanimljivosti
Svećenik talijanske katoličke biskupije Trento don Lucio Tomaselli od 1995. dolazi s mladima iz svoje župe u Banjolučku biskupiju. Najzaslužniji je za ideju nastanka Vinograda Banjolučke biskupije. Od 2007. godine se ovdje proizvodi vrhunsko bijelo misno vino kao i crno vino cabernet sauvignon.

## Stanovništvo
| Mahovljani         |              |              |              |
| godina popisa      | 1991.        | 1981.        | 1971.        |
| Srbi               | 401 (45,72%) | 360 (44,77%) | 417 (48,71%) |
| Muslimani          | 224 (25,54%) | 215 (26,74%) | 182 (21,26%) |
| Hrvati             | 151 (17,21%) | 112 (13,93%) | 163 (19,04%) |
| Jugoslaveni        | 63 (7,18%)   | 89 (11,06%)  | 13 (1,51%)   |
| ostali i nepoznato | 38 (4,33%)   | 28 (3,48%)   | 81 (9,46%)   |
| ukupno             | 877          | 804          | 856          |

## Poznate osobe
- Milorad Dodik, premijer Republike Srpske.